# Stenurella pamphyliae
Stenurella pamphyliae is een keversoort uit de familie van de boktorren (Cerambycidae). De wetenschappelijke naam van de soort werd voor het eerst geldig gepubliceerd in 2010 door Rapuzzi & Sama.